# Meurtres dans les Landes
Pour plus de détails, voir Fiche technique et Distribution.
Meurtres dans les Landes  est un téléfilm français réalisé par Jean-Marc Thérin en 2017 - diffusé le 5 septembre 2017 en Avant-Première au cinéma Rex à Hossegor - le 9 septembre 2017 sur France 3 - le 4 décembre 2018 sur France 3.
Il fait partie des 10 épisodes phares sélectionnés par la RTBF pour célébrer les 10 ans de la collection et diffusés pendant 6 mois sur Auvio.

## Synopsis
Juliette Laborde est découverte empalée sur une sculpture lors de son inauguration à Hossegor en présence de son créateur, Antoine Duprat. L'officier de la douane judiciaire Walter Beaumont et la capitaine de gendarmerie Isabelle Hirigoyen vont collaborer pour résoudre l'enquête. Y a-t-il un lien avec la légende qui dit qu'en 1450, une bergère a été assassinée dans les mêmes conditions à Biscarrosse ou ce meurtre est-il lié à une enquête, menée par Walter Beaumont, relative à une suspicion de trafic et pour lequel Juliette Laborde a été condamnée ?

## Fiche technique
- Titre original : Meurtres dans les Landes
- Réalisation : Jean-Marc Thérin
- Scénario : Denis Alamercery
- Musique : Pierre Bertrand
- Photographie : Thierry Langro
- Production : Chabraque Productions
- Pays d’origine : France
- Langue : Français
- Genre : Policier
- Durée : 90 minutes
- Dates de première diffusion télévision: 
  -  23 juin 2017 sur RTS Un
  -  5 septembre 2017, en Avant-Première au cinéma Rex à Hossegor[2]
  -  7 septembre 2017 sur La Une
  -  9 septembre 2017 sur France 3

## Distribution
- Barbara Cabrita : Isabelle Hirigoyen
- Xavier Deluc : Walter Beaumont
- Lilly-Fleur Pointeaux : Lucie Armilhac
- Arthur Choisnet : Arthur Fargès
- Catherine Hosmalin : Suzanne Beaumont
- Jean-Marie Lamour : Marc Hirigoyen
- Bastien Ughetto : Antoine Duprat
- Bertrand Constant : Joseph Duprat
- Sophie Fougère : Annie Duprat
- François Briault : Clément Laborde
- Johanna Landau : Juliette Laborde
- Aude Briant : Viviane Laborde
- Jean-Pierre Hebrard : Jean-Charles Laborde
- Laura Luna : Emma
- Myriam Moszko : Françoise Costes
- Bénédicte Batifolier : La journaliste
- Jeff Bigot : Le maire
- Alain Raimond : Le procureur

## Audience
- France : 4,2 millions de téléspectateurs[3](première diffusion) (19.7 % de part d'audience)

## Lieux de tournage
Le téléfilm a été tourné du 6 février au 3 mars 2017 à Hossegor et Saint-Sever (scènes d'extérieur de la gendarmerie) et sur la côte landaise.

## Sortie DVD
Le téléfilm sort en DVD le 26 septembre 2018. Il est édité par LCJ Editions.